# Itaewon-dong
Cet article concerne le quartier de Séoul. Pour la station de métro, voir Itaewon (métro de Séoul).
Itaewon-dong est un dong situé à proximité du quartier de Yongsan-gu à Séoul en Corée du Sud.

## Éducation
Plusieurs écoles sont situées à Itaewon-dong : 
- École élémentaire d'Itaewon
- École élémentaire de Bogwang
- Seoul Digitech High School

## Voir également
- Administration territoriale de la Corée du Sud